# Rheasilvia (cràter)

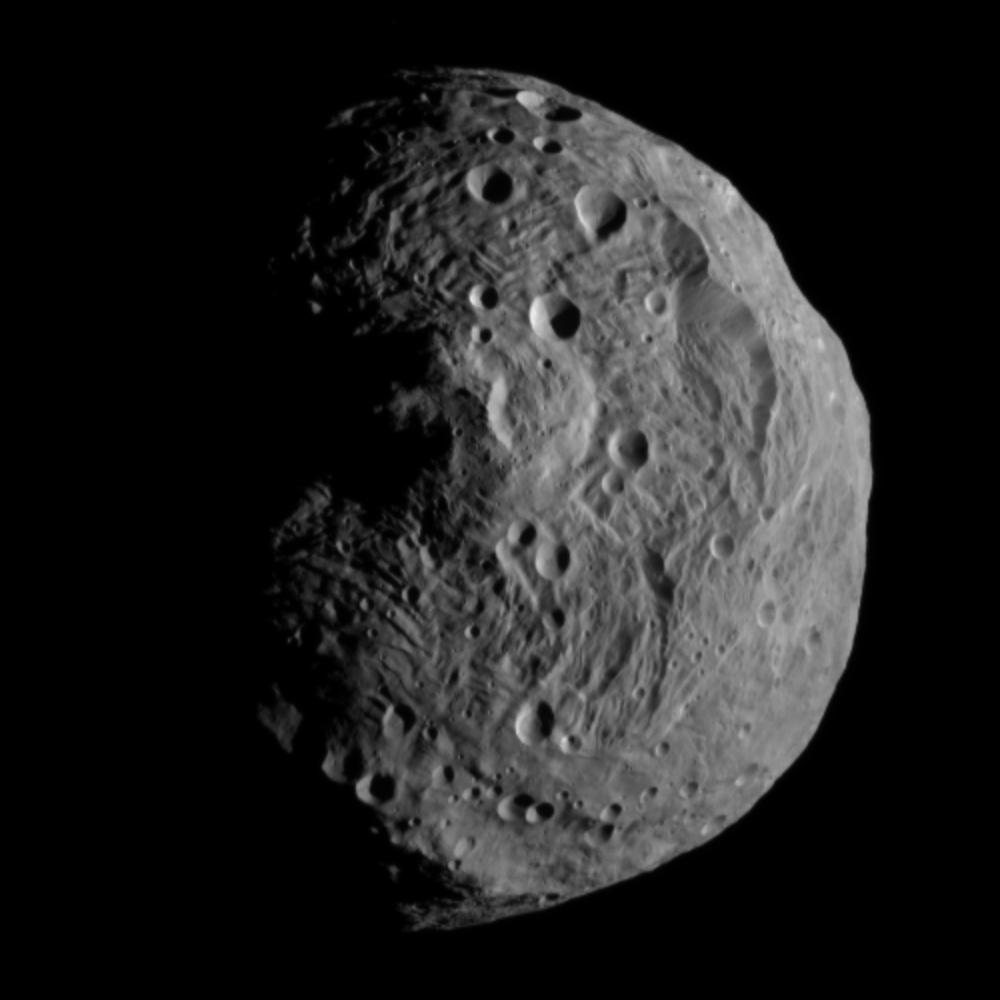
Hemisferi sud de Vesta, mostrant el cràter Rheasilvia.

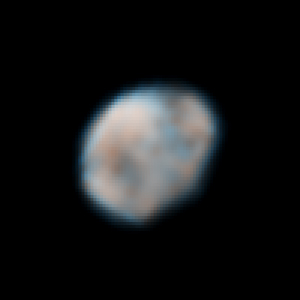
Imatge de Vesta presa pel Hubble al maig de 2007. Rheasilvia pot ser vist de perfil a baix a la dreta.

Rheasilvia, anomenat així per Rea Silvia, vestal que la mitologia considera mare de Ròmul i Rem- és un gran cràter d'impacte a l'asteroide (4) Vesta i el tret més notable d'aquest cos. Va ser descobert pel Hubble en 1997, però no va rebre el seu nom fins a l'arribada de la sonda Dawn el 2011.
Amb un diàmetre de 460 km és un dels majors cràters d'impacte del sistema solar, cobrint un 80% del diàmetre de Vesta i gairebé tot l'hemisferi sud d'aquest. Posseeix una sèrie d'escarpes al voltant de part del seu perímetre amb altures respecte al terreny circumdant de 8 km i 12 km i una muntanya central amb un diàmetre de gairebé 200 km i una altura de 23 km des de la seva base, cosa que la situa entre les muntanyes més altes conegudes; el fons del cràter, en canvi, està a 13 km de profunditat respecte al terreny circumdant.
Anàlisis espectroscòpiques realitzades amb ajuda del Hubble, que detecten traces d'olivina, mostren que l'impacte que va produir Rheasilvia va aconseguir penetrar l'escorça de Vesta fins a arribar fins i tot al seu mantell.
L'equador de Vesta mostra una sèrie de fractures concèntriques a Rheasilvia, que hom pensa van ser causades per l'impacte, i també s'espera detectar en les antípodes del cràter terreny d'aspecte peculiar causat per la seva formació; no obstant això, no es podrà comprovar fins que el pol nord d'aquest asteroide surta de la foscor causada per ser allí hivern en aquests moments [octubre 2011]. A més se superposa a un cràter encara més antic de 375 km de diàmetre que va destruir parcialment.
S'ha calculat que la formació de Rheasilvia va expulsar a l'espai l'1% de la massa de Vesta i que tant la família de Vesta com els asteroides de tipus V tenen el seu origen en aquest esdeveniment; el fet que cossos de 10 km de grandària hagen sobreviscut fins avui suggereix que l'impacte va tenir lloc fa com a molt mil milions d'anys.